# Copidosoma desantisi
Copidosoma desantisi is een vliesvleugelig insect uit de familie Encyrtidae. De wetenschappelijke naam is voor het eerst geldig gepubliceerd in 1974 door Annecke & Mynhardt.